# 通源寺 (瑞浪市)
通源寺（つうげんじ）は、岐阜県瑞浪市西小田町にある臨済宗妙心寺派の東海門派の寺院。山号は大悲山。

## 歴史
応永20年（1413年）8月、石見国の正善という廻国行人によって万場という場所に万場観音（辻観音御堂）として草庵が結ばれたが始まりと伝わるが、以降の詳細は不明である。
正保3年（1646年）8月、加茂郡蜂屋村にある瑞林寺の法弟で、比久見村にある妙楽寺五世の「絶心」の弟子の一岩恵超が、東海門派の寺院として再創し、下組集落を檀家として大悲山 通源寺に寺号を改めた。
明和5年（1768年）4月、五世の鰲潭の代に、同村字紺屋原の現在地に移転建立した。
明和8年（1771年）下石村の林清次右衛門から梵鐘を寄進された。
明治21年（1888年）4月21日、山門が建てられた。
明治24年（1891年）、通源寺が管理していた高松観音（馬頭観世音）を正宗寺の管理下に渡した。
明治43年（1910年）、大本山妙心寺へ寺籍調査表を提出し、宗派図に記載された。
当寺は臨済宗の大本山の一つの妙心寺の末寺で、妙心寺派系下である東海門派系下の仁済門派であり、
本尊は聖観世音菩薩と古書に見られるが、いつの頃からか釈迦牟尼仏が本尊となっている。
本堂は、寺院としては珍しく北向きに建てられている。

## 境内

### 子安地蔵堂
本堂の裏には、子育守本尊を祀る子安地蔵堂があり、夏の地蔵盆には多くの参拝者が訪れる。

### 地蔵菩薩石像
寛文13年(1673年)建立の、左手に宝珠・右手に錫杖を持った光背がある立像で像形は古い形式のものである。
台坐も含めて1.25ｍの像碑に、2行の銘文が刻まれている。風化のために解読が難しいものの、僅かに「寛文十三丑歳仲春」とだけ読むことができる。

### 刻経塔
宝暦3年(1753年)建立の、四面種子の刻経塔である。
台座部に戒名が列記され「宝暦三癸酉二月 施主山野内村〇〇」とあって先祖供養のために建立されたものである。

## 関連リンク
通源寺　瑞浪市観光協会